# Vilar de Nantes
Vilar de Nantes ist eine Ortschaft und eine Gemeinde im Norden Portugals.

## Geschichte
Die ersten Erwähnungen Vilar de Nantes stammen aus dem 13. Jahrhundert. In den Erhebungen unter König D. Dinis wurde der Ort 1320/21 bereits als eigene Gemeinde geführt.

## Verwaltung
Vilar de Nantes ist eine Gemeinde (Freguesia) im Kreis (Concelho) von Chaves, im Distrikt Vila Real. Am 19. April 2021 hatte der Kreis 1898 Einwohner auf einer Fläche von 7,3 km².
In der Gemeinde liegen folgende Ortschaften und Ortsteile:
- Cascalho
- Fonte Carriça
- Lombo
- Nantes
- Santa Ovaia
- Seixal
- Sobreira
- Vale de Zirma
- Vilar de Nantes

## Söhne und Töchter der Gemeinde
- António Joaquim de Medeiros (1846–1897), Bischof von Macau
- José Celestino da Silva (1849–1911), Militär und Kolonialverwalter, 1894–1908 Generalgouverneur Portugiesisch-Timors